# Communauté de communes Cagire Garonne Salat
La Communauté de communes Cagire Garonne Salat est une communauté de communes française située dans le département de la Haute-Garonne, en région Occitanie.

## Historique
Cette communauté de communes résulte de la fusion, le 1er janvier 2017, de la communauté de communes du canton de Saint-Martory, la communauté de communes du canton de Salies-du-Salat et la communauté de communes des Trois Vallées. Son siège est fixé à Mane. Conformément à la loi sur la nouvelle organisation territoriale de la République qui préconise la suppression des syndicats intercommunaux, le SIVOM de la région de Salies-du-Salat est également dissout au 1er janvier 2017 et les moyens humains, techniques et financiers sont intégrés à la nouvelle intercommunalité.
Après une consultation en juin 2016, cinq propositions de nom pour la future intercommunalité sont soumises au vote des 55 conseils municipaux :
- Communauté de communes des Balcons du Cagire
- Communauté de communes Cagire Pyrénées
- Communauté de communes Cagire Garonne Salat
- Communauté de communes Cœur de Comminges
- Communauté de communes de Cagire à Garonne.

La proposition Communauté de communes Cagire Garonne Salat l'emporte. Le Pic de Cagire, situé entre les communes de Juzet-d'Izaut et de Sengouagnet, domine le territoire de la communauté des communes. La Garonne traverse les communes de Montespan, Beauchalot, Figarol, Lestelle-de-Saint-Martory, Montsaunès, Castillon-de-Saint-Martory, Arnaud-Guilhem, Saint-Martory, Mancioux et Roquefort-sur-Garonne. Le Salat traverse lui Castagnède, His, Touille, Mane, Salies-du-Salat, Cassagne, Mazères-sur-Salat et Roquefort-sur-Garonne où il rejoint la Garonne.

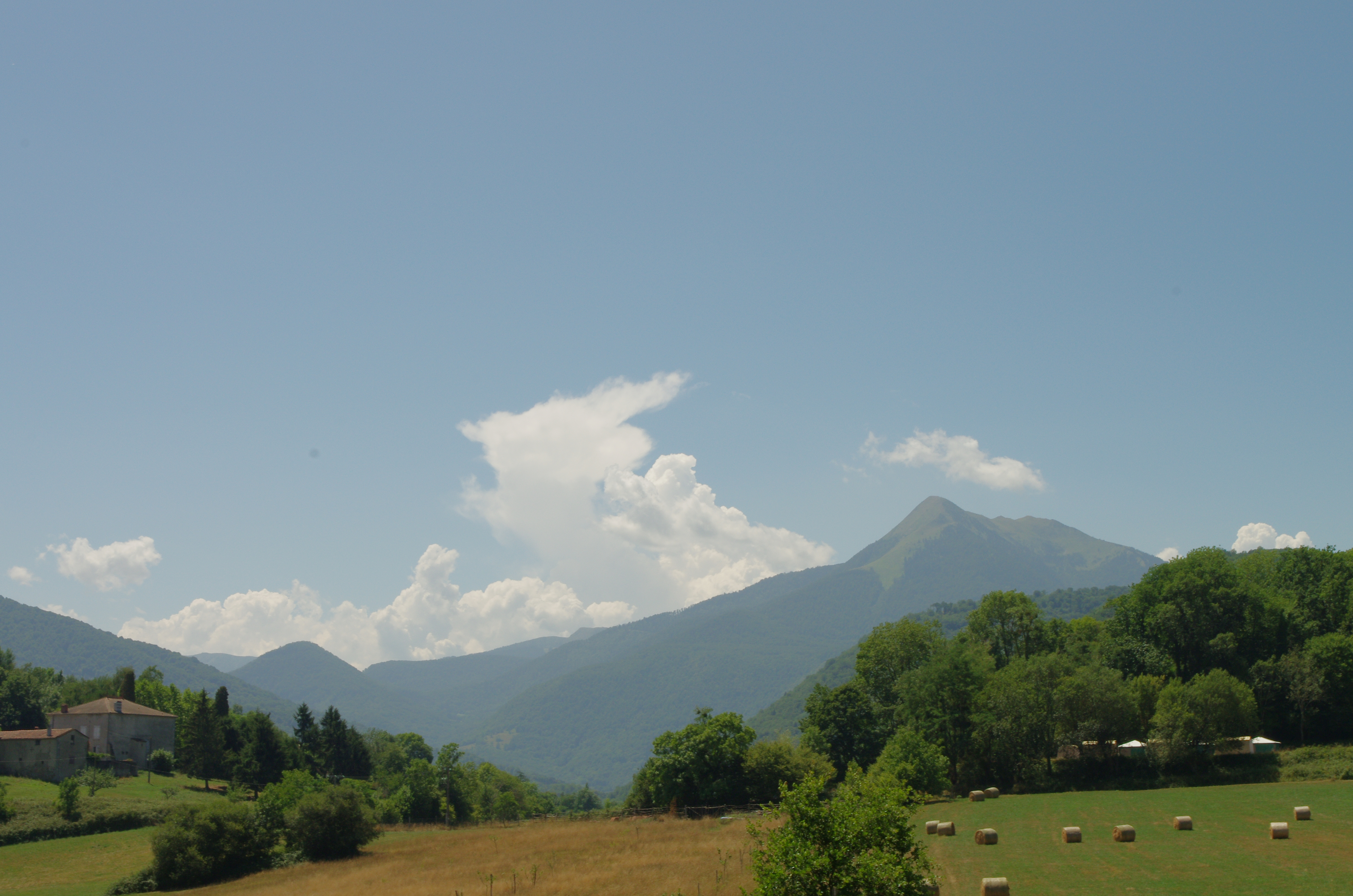
Le Pic de Cagire est très visible du fait de sa position avancée par rapport à la chaîne pyrénéenne.
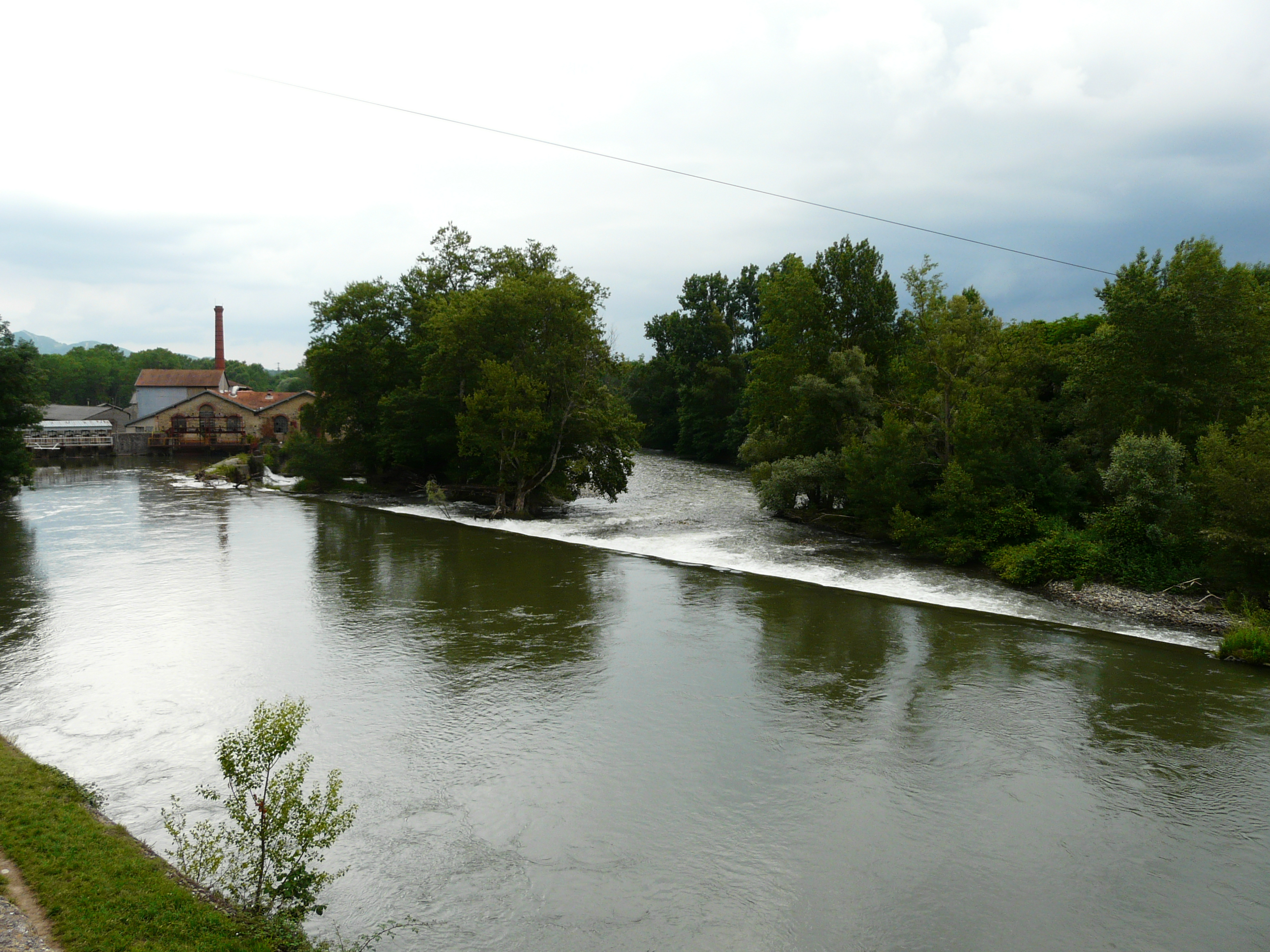
La Garonne à Saint-Martory, prise d'eau du canal de Saint-Martory.
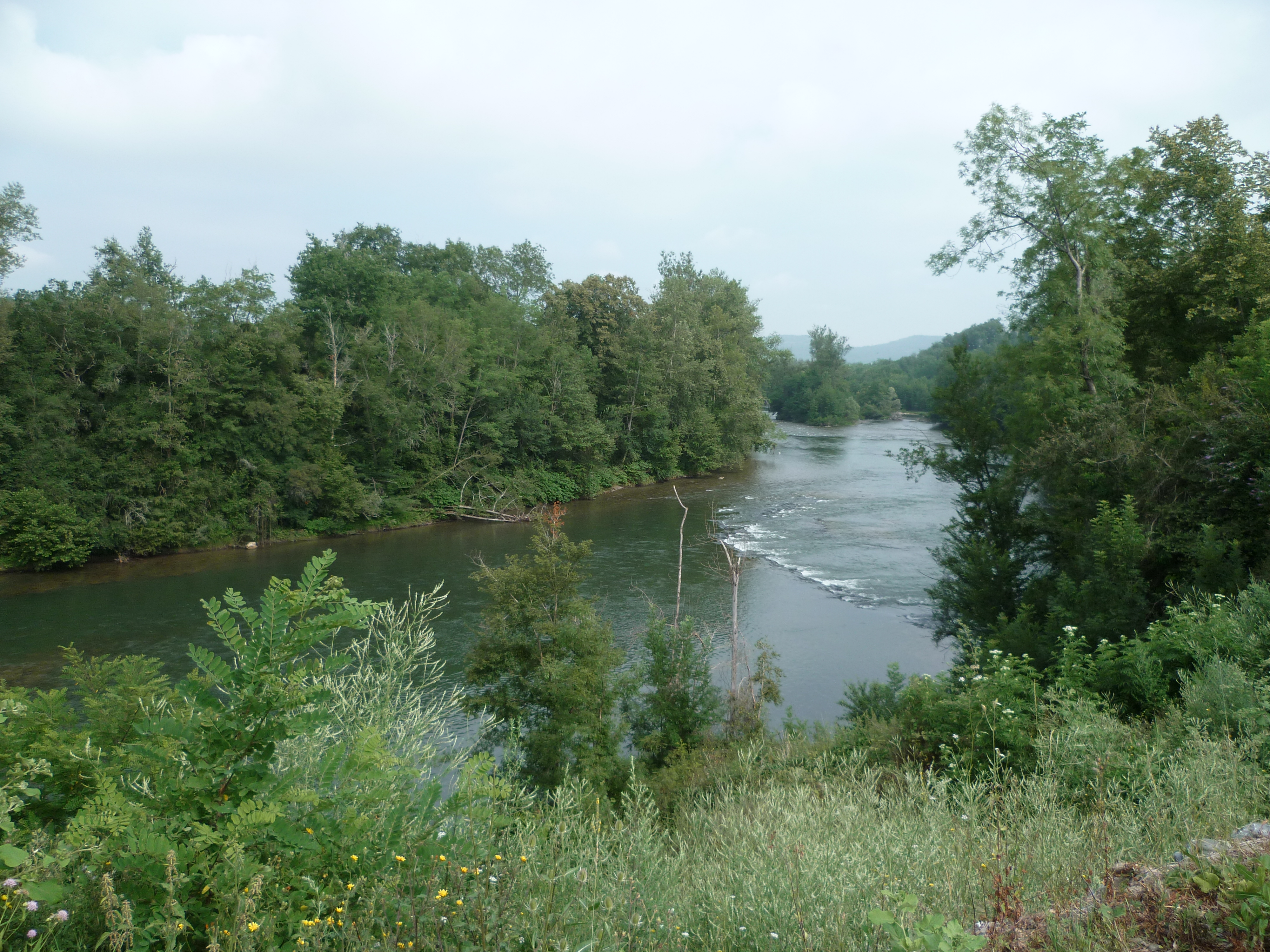
Le Salat à Roquefort-sur-Garonne.

La communauté est membre du Pays Comminges Pyrénées.

### Logo

Logo en version horizontale depuis 2017.
Logo en version verticale depuis 2017.

## Territoire communautaire

### Géographie
Elle est située en Haute-Garonne (région Occitanie). Son siège est à Mane.
Elle est entourée des communautés de communes des Pyrénées Haut-Garonnaises (au sud), Cœur et Coteaux du Comminges (à l'ouest), Cœur de Garonne (au nord) et Couserans-Pyrénées (à l'est, en Ariège).

### Composition
La communauté de communes est composée des 55 communes suivantes :

| Nom                        | Code Insee | Gentilé           | Superficie (km2) | Population (dernière pop. légale) | Densité (hab./km2) |
| -------------------------- | ---------- | ----------------- | ---------------- | --------------------------------- | ------------------ |
| Mane (siège)               | 31315      | Manois            | 6,59             | 961 (2022)                        | 146                |
| Arbas                      | 31011      | Arbasiens         | 7,32             | 285 (2022)                        | 39                 |
| Arbon                      | 31012      | Arbonois          | 4,47             | 94 (2022)                         | 21                 |
| Arguenos                   | 31014      | Arguenosiens      | 11,09            | 89 (2022)                         | 8                  |
| Arnaud-Guilhem             | 31018      | Arnaud-Guilhémois | 7,7              | 231 (2022)                        | 30                 |
| Aspet                      | 31020      | Aspétois          | 26,37            | 914 (2022)                        | 35                 |
| Ausseing                   | 31030      | Ausseinois        | 5,88             | 87 (2022)                         | 15                 |
| Auzas                      | 31034      | Auzasiens         | 7,89             | 222 (2022)                        | 28                 |
| Beauchalot                 | 31050      | Beauchalotois     | 6,33             | 659 (2022)                        | 104                |
| Belbèze-en-Comminges       | 31059      | Belbéziens        | 9,56             | 109 (2022)                        | 11                 |
| Cabanac-Cazaux             | 31095      | Cabazais          | 3,81             | 130 (2022)                        | 34                 |
| Cassagne                   | 31110      | Cassagnards       | 10,97            | 644 (2022)                        | 59                 |
| Castagnède                 | 31112      | Castagnétois      | 3,32             | 178 (2022)                        | 54                 |
| Castelbiague               | 31114      | Castelbiaguais    | 5,84             | 243 (2022)                        | 42                 |
| Castillon-de-Saint-Martory | 31124      | Castilloriens     | 10,98            | 399 (2022)                        | 36                 |
| Cazaunous                  | 31131      | Cazaunousois      | 4,66             | 65 (2022)                         | 14                 |
| Chein-Dessus               | 31140      | Cheinois          | 12,69            | 207 (2022)                        | 16                 |
| Couret                     | 31155      | Couretois         | 4,34             | 229 (2022)                        | 53                 |
| Encausse-les-Thermes       | 31167      | Encaussais        | 8,15             | 673 (2022)                        | 83                 |
| Escoulis                   | 31591      | Escoulisiens      | 4,64             | 77 (2022)                         | 17                 |
| Estadens                   | 31174      | Estadinois        | 17,47            | 526 (2022)                        | 30                 |
| Figarol                    | 31183      | Figaroliens       | 11,6             | 313 (2022)                        | 27                 |
| Fougaron                   | 31191      | Fougaronois       | 9,14             | 109 (2022)                        | 12                 |
| Francazal                  | 31195      | Francazalais      | 5,46             | 28 (2022)                         | 5,1                |
| Le Fréchet                 | 31198      | Fréchetois        | 4,21             | 120 (2022)                        | 29                 |
| Ganties                    | 31208      | Gantinois         | 12,03            | 305 (2022)                        | 25                 |
| Herran                     | 31236      | Herranais         | 15,37            | 72 (2022)                         | 4,7                |
| His                        | 31237      | Hisois            | 5,05             | 236 (2022)                        | 47                 |
| Izaut-de-l'Hôtel           | 31241      | Izautois          | 9,68             | 293 (2022)                        | 30                 |
| Juzet-d'Izaut              | 31245      | Juzetois          | 15,74            | 181 (2022)                        | 11                 |
| Laffite-Toupière           | 31260      | Laffipiérois      | 4,84             | 95 (2022)                         | 20                 |
| Lestelle-de-Saint-Martory  | 31296      | Lestelois         | 9,4              | 434 (2022)                        | 46                 |
| Mancioux                   | 31314      | Manciousains      | 7,22             | 379 (2022)                        | 52                 |
| Marsoulas                  | 31321      | Marsoulasiens     | 2,4              | 141 (2022)                        | 59                 |
| Mazères-sur-Salat          | 31336      | Mazériens         | 6,68             | 631 (2022)                        | 94                 |
| Milhas                     | 31342      | Milhasois         | 19,68            | 191 (2022)                        | 9,7                |
| Moncaup                    | 31348      | Moncaupois        | 7,14             | 36 (2022)                         | 5                  |
| Montastruc-de-Salies       | 31357      | Montastrucains    | 16,12            | 306 (2022)                        | 19                 |
| Montespan                  | 31372      | Montespanais      | 12,57            | 466 (2022)                        | 37                 |
| Montgaillard-de-Salies     | 31376      | Montgaillardans   | 6,04             | 106 (2022)                        | 18                 |
| Montsaunès                 | 31391      | Montsaunésiens    | 9,12             | 455 (2022)                        | 50                 |
| Portet-d'Aspet             | 31431      | Porterais         | 13,93            | 62 (2022)                         | 4,5                |
| Proupiary                  | 31440      | Proupiaryens      | 4,95             | 64 (2022)                         | 13                 |
| Razecueillé                | 31447      | Razecueillois     | 6,5              | 31 (2022)                         | 4,8                |
| Roquefort-sur-Garonne      | 31457      | Roquefortains     | 13,56            | 799 (2022)                        | 59                 |
| Rouède                     | 31461      | Rovedois          | 6,2              | 289 (2022)                        | 47                 |
| Saint-Martory              | 31503      | Saint-Martoriens  | 8,3              | 1 039 (2022)                      | 125                |
| Saint-Médard               | 31504      | Saint-Médardois   | 5,32             | 224 (2022)                        | 42                 |
| Saleich                    | 31521      | Saleichois        | 14,29            | 337 (2022)                        | 24                 |
| Salies-du-Salat            | 31523      | Salisiens         | 6,81             | 1 737 (2022)                      | 255                |
| Sengouagnet                | 31544      | Sengouagnetois    | 18,6             | 225 (2022)                        | 12                 |
| Sepx                       | 31545      | Sepsois           | 12,37            | 200 (2022)                        | 16                 |
| Soueich                    | 31550      | Soueichois        | 11,33            | 517 (2022)                        | 46                 |
| Touille                    | 31554      | Touillois         | 6,49             | 248 (2022)                        | 38                 |
| Urau                       | 31562      | Uraulais          | 18,45            | 116 (2022)                        | 6,3                |

## Démographie
| 2013   | 2014   | 2015   | 2016   | 2021   |
| ------ | ------ | ------ | ------ | ------ |
| 17 618 | 17 709 | 17 764 | 17 746 | 17 799 |

## Administration

### Siège
Le siège de la communauté de communes est situé au 15 Avenue du Comminges à Mane.

### Présidence
| Période          | Période         | Identité           | Étiquette | Qualité |
| ---------------- | --------------- | ------------------ | --------- | --- |
| 1er janvier 2017 | 25 janvier 2017 | Raymond Nomdedeu   | SE        | Président par intérim, maire de Saint-Médard de 1974 à 2023                                                      |
| 25 janvier 2017  | En cours        | François Arcangeli | EELV      | Maire d'Arbas de 1995 à 2017 Conseiller régional de 2010 à 2021 Président du Pays Comminges Pyrénées depuis 2020 |

### Bureau

#### Mandat 2017-2020
|                 | Nom | Nom                     | Parti | Mandats                                                   | Qualité                                                                |
| --------------- | --- | ----------------------- | ----- | --------------------------------------------------------- | ---------------------------------------------------------------------- |
| Président       |     |                         |       |                                                           |                                                                        |
|                 |     | François Arcangeli      | EELV  | Adjoint au maire d'Arbas, conseiller régional d'Occitanie |                                                                        |
| Vice-présidents |     |                         |       |                                                           |                                                                        |
| 1               |     | Jean-Claude Dougnac     | PCF   | Maire de Mazères-sur-Salat                                | Chargé des finances et des ressources humaines                         |
| 2               |     | Raymond Nomdedeu        | SE    | Maire de Saint-Médard                                     | Chargé des services aux communes et des travaux                        |
| 3               |     | Maryse Mourlan          | DVG   | Maire de Montsaunès                                       | Chargé de la voirie et des ordures ménagères                           |
| 4               |     | Josette Sarradet        | PRG   | Maire d'Aspet                                             | Chargée de l'environnement et du développement durable                 |
| 5               |     | Henri Goizet            | SE    | Maire de Mancioux                                         | Chargé de l'enfance, de la jeunesse et de la petite enfance            |
| 6               |     | Marie-Christine Llorens | PS    | Maire de Montespan                                        | Chargée de la culture et des services à la personne                    |
| 7               |     | Corinne Ortet           | SE    | Maire de Couret                                           | Chargée de la communication et de la prospective                       |
| 8               |     | Anne Bergamelli         | SE    | Adjointe au maire de Saint-Martory                        | Chargée du tourisme                                                    |
| 9               |     | Rémi Barbaresco         | DVG   | Conseiller municipal de Salies-du-Salat                   | Chargé du numérique, du cadre de vie et de l'habitat                   |
| 10              |     | Dominique Ponticaccia   | DVG   | Maire de Juzet-d'Izaut                                    | Chargé des sports et des équipements sportifs                          |
| 11              |     | Philippe Gimenez        | FI    | Adjoint au maire de Castillon-de-Saint-Martory            | Chargé de l'agriculture et des forêts, et de la concertation citoyenne |
| 12              |     | Alain Soulé             | PS    | Maire de His                                              | Chargé des rivières, de l'eau et de l'assainissement                   |
| 13              |     | Jean-Pierre Duprat      | DVG   | Maire de Salies-du-Salat                                  | Chargé du thermalisme                                                  |
| 14              |     | Jean-Bernard Portet     | PRG   | Maire de Roquefort-sur-Garonne                            | Chargé du développement économique                                     |

#### Mandat 2020-2026
|                 | Nom | Nom                                   | Parti | Mandats                                        | Qualité |
| --------------- | --- | ------------------------------------- | ----- | ---------------------------------------------- | --- |
| Président       |     |                                       |       |                                                | |
|                 |     | François Arcangeli                    | EELV  | Adjoint au maire d'Arbas                       | |
| Vice-présidents |     |                                       |       |                                                | |
| 1               |     | Jean-Claude Dougnac († 16 juin 2023)  | PCF   | Maire de Mazères-sur-Salat                     | Chargé des finances et des ressources humaines (2020-2023) |
| 2               |     | Raymond Nomdedeu († 27 décembre 2023) | SE    | Maire de Saint-Médard                          | Chargé de l'environnement, du plan climat et de la biodiversité |
| 3               |     | Maryse Mourlan                        | DVG   | Maire de Montsaunès                            | Chargé du développement économique (et des ressources humaines à partir de 2023) |
| 4               |     | Jean-Pierre Duprat                    | DVG   | Maire de Salies-du-Salat                       | Chargé de la santé et des services à la personne (2020-2023). Sans délégation depuis 2023.                                                                                                  |
| 5               |     | Patrick Barès                         | SE    | Adjoint au maire d'Aspet                       | Chargé des services techniques, de la voirie, des ordures ménagères et des bâtiments communautaires                                                                                         |
| 6               |     | Marie-Christine Llorens               | PS    | Maire de Montespan                             | Chargée de la culture, du tourisme et du patrimoine (et des services à la personne à partir de 2023)                                                                                        |
| 7               |     | Henri Goizet                          | SE    | Maire de Mancioux                              | Chargé des services aux communes et de la mutualisation (et de l'environnement, du plan climat et de la biodiversité à partir de 2024)                                                      |
| 8               |     | Daniel Weissberg                      | SE    | Maire de Moncaup                               | Chargé du projet de territoire, de la prospective, de la cohésion territoriale et des transitions (et du numérique à partir de 2023)                                                        |
| 9               |     | Corinne Ortet                         | SE    | Maire de Couret                                | Chargée de la petite enfance, de l'enfance et de la jeunesse |
| 10              |     | Philippe Gimenez                      | FI    | Adjoint au maire de Castillon-de-Saint-Martory | Chargé de la citoyenneté, de l'étude de la prise de compétence plan local d'urbanisme et de l'étude de la prise d'une compétence permettant la valorisation de l'agriculture et de la forêt |
| 11              |     | Gilles Favarel                        | SE    | Maire de Cabanac-Cazaux                        | Chargé des rivières, de l'eau et de la gestion des milieux aquatiques, et de la prévention des inondations                                                                                  |
| 12              |     | Claudette Arjo                        | SE    | Adjointe au maire de Saint-Martory             | Chargée du cadre de vie, de l'habitat, du numérique et des mobilités (2020-2023) Chargée des finances et du cadre de vie, de l'habitat et des mobilités (2023-)                             |
| 13              |     | Dominique Ponticaccia                 | DVG   | Maire de Juzet-d'Izaut                         | Chargé des sports et des sentiers de randonnée |

### Les élus
Le conseil communautaire de la communauté de communes Cagire Garonne Salat se compose de 70 membres représentant chacune des communes membres et élus pour une durée de six ans.
Ils sont répartis comme suit :
| Nombre de délégués | Communes |
| ------------------ | --- |
| 1                  | Arbas, Arbon, Arguenos, Arnaud-Guilhem, Ausseing, Auzas, Beauchalot, Belbèze-en-Comminges, Cabanac-Cazaux, Castagnède, Castelbiague, Castillon-de-Saint-Martory, Cazaunous, Chein-Dessus, Couret, Escoulis, Estadens, Figarol, Fougaron, Francazal, Le Fréchet, Ganties, Herran, His, Izaut-de-l'Hôtel, Juzet-d'Izaut, Laffite-Toupière, Lestelle-de-Saint-Martory, Mancioux, Marsoulas, Milhas, Moncaup, Montastruc-de-Salies, Montespan, Montgaillard-de-Salies, Montsaunès, Portet-d'Aspet, Proupiary, Razecueillé, Rouède, Saint-Médard, Saleich, Sengouagnet, Sepx, Soueich, Touille, Urau |
| 2                  | Cassagne, Encausse-les-Thermes, Mazères-sur-Salat, Roquefort-sur-Garonne |
| 3                  | Aspet, Mane, Saint-Martory |
| 6                  | Salies-du-Salat |

### Compétences
Compétences obligatoires
La communauté de communes exerce de plein droit au lieu et place des communes membres les compétences relevant de chacun des groupes suivants : 
- Aménagement de l'espace pour la conduite d'actions d'intérêt communautaire schéma de cohérence territoriale et schéma de secteur,
- Actions de développement économique : création, aménagement, entretien et gestion de zones d'activité industrielle, commerciale, tertiaire, artisanale, touristique, portuaire ou aéroportuaire ; politique locale du commerce et soutien aux activités commerciales d'intérêt communautaire; promotion du tourisme, dont la création d'offices de tourisme,
- Gestion des milieux aquatiques et prévention des inondations,
- Création, aménagement, entretien et gestion des aires d'accueil des gens du voyage et des terrains familiaux locatifs,
- Collecte et traitement des déchets des ménages et déchets assimilés.

Compétences optionnelles
La communauté de communes exerce par ailleurs, au lieu et place des communes membres, pour la conduite d'actions d'intérêt communautaire, les compétences relevant de chacun des groupes suivants : 
- Protection et mise en valeur de l'environnement et soutien aux actions de maîtrise de la demande d'énergie,
- Politique du logement et du cadre de vie,
- Création, aménagement et entretien de la voirie,
- Construction, entretien et fonctionnement d'équipements culturels et sportifs d'intérêt communautaire et d'équipements de l'enseignement pré-élémentaire et élémentaire d'intérêt communautaire,
- Action sociale d'intérêt communautaire,
- Eau,
- Création et gestion de maisons de services au public et définition des obligations de service public y afférentes.

Compétences supplémentaires
- Action culturelle,
- Développer la pratique sportive,
- Communications électroniques,
- Construction, entretien et fonctionnement de maisons de santé et de maisons médicales,
- Adoption d'un plan climat air énergie territorial.

## SIVOM

Localisation des communes adhérentes au SIVOM de la région de Salies-du-Salat dans le département de la Haute-Garonne.

Le Syndicat intercommunal à vocation multiple de la région de Salies-du-Salat est créé le 16 février 1971. Au départ, 15 communes sont adhérentes : Castagnède, Castelbiague, Escoulis, Figarol, Francazal, His, Mane, Montastruc-de-Salies, Montespan, Montgaillard-de-Salies, Montsaunès, Rouède, Saleich, Touille et Urau.
Le SIVOM de la région de Salies-du-Salat exerce des compétences variées qui lui sont transférées par les différentes communes : travaux de voirie, entretien et éclairage public, transport mortuaire, travaux fonciers, étude et réalisation d'un plan d'aménagement rural et touristique, transport et traitement des ordures ménagères. À ces compétences viendront se rajouter
en 1973 l'assainissement, l'équipement sportif et socioculturel, l'hydraulique agricole, puis un service de pompes funèbres en 1974.
Entre 1984 et 1988, de nouvelles missions sont confiées au SIVOM : l'aménagement hydraulique des rivières, le transport collectif à la demande, mais aussi la création des services d'aides ménagères à domicile et de soins infirmiers à domicile.
En 1992, le SIVOM crée une déchetterie à Mane.
En 1997, l'acquisition de la compétence Petite Enfance permet la création d'une halte-garderie itinérante et d'un relais d'assistantes maternelles en 2000.
En 2003, le SIVOM est transformé en syndicat mixte à la carte : les communes peuvent adhérer pour une partie seulement des compétences du syndicat.
En 2007, les compétences sociales sont transférées à la Communauté de communes du canton de Salies-du-Salat : soins infirmiers à domicile, aide à domicile et petite enfance.
Le service Pompes Funèbres est fermé fin 2014.
Avant sa dissolution, les deux communautés de communes du canton de Salies du Salat et du canton d'Aspet sont adhérentes au SIVOM, ainsi que les 22 communes de la première communauté et 10 communes de la deuxième (Arbas, Chein-Dessus, Couret, Encausse-les-Thermes, Estadens, Fougaron, Ganties, Herran, Izaut-de-l'Hôtel et Soueich). Le SIVOM gère alors la voirie, les ordures ménagères, la déchetterie et la location de podiums. Les autres communes du canton d'Aspet adhèrent au SIVOM de Saint-Gaudens Montréjeau Aspet Magnoac.

Localisation des 15 premières communes adhérentes au SIVOM.
Localisation des communes adhérentes au SIVOM à sa dissolution en 2014.

## Projets et réalisations de la communauté de communes
La communauté de communes participent à la création d'un pump track à Arbas, inaugurée le 23 juillet 2022.